# USS Tetonkaha (AOG-41)
USS Tetonkaha (AOG-41) – amerykański tankowiec typu Mettawee z okresu II wojny światowej.
Stępkę jednostki, pod starym oznaczeniem MC hull 2067, położono 27 września 1944 w stoczni East Coast Shipyard Inc. w Bayonne (stan New Jersey). Zwodowano go 29 października 1944, matką chrzestną była J. Scatorwa. Jednostka weszła do służby 8 grudnia 1944, pierwszym dowódcą został Lt. Paul J. Hall, USNR.

## Służba w czasie II wojny światowej
„Tetonkaha” opuścił port nowojorski 30 grudnia 1944 i ruszył w kierunku Hampton Roads. Do Norfolk dotarł 1 stycznia 1945. Rozpoczął następnie dziewięciodniowy rejs próbny. Zbiornikowiec wyruszył w dalszą podróż 2 lutego, płynąc w kierunku Holenderskich Indii Wschodnich. Na Arubę dotarł 10 lutego. Zabrał ładunek benzyny lotniczej oraz ropy i wyruszył w kierunku Kalifornii. Do San Diego dotarł 1 marca, po drodze przechodząc przez Kanał Panamski. Dwa dni później ruszył w kierunku Hawajów. Do Service Squadron 8 został przydzielony 14 marca.

### Operacje na Pacyfiku
Okręt zaopatrywał w benzynę lotniczą bazy na wyspach należących do Hawajów do sierpnia, gdy rozpoczął rejsy transportowe do Johnston Island. 

## Służba powojenna
Po rozwiązaniu 8 Eskadry Zaopatrzeniowej 1 września zbiornikowiec rejsy do Johnston Island w ramach służby pod kierownictwem 14 Dystryktu Morskiego (ang. 14th Naval District).  

## Wycofanie ze służby
„Tetonkaha” został zwolniony z tych obowiązków 6 listopada. Wrócił w grudniu 1945 do San Francisco. Został wycofany ze służby w Mare Island 22 stycznia 1946. Z listy jednostek floty skreślono go 12 marca. Do Maritime Commission przekazany 1 lipca 1946. W 1949 okręt został sprzedany Sun Oil Co. z Filadelfii. Otrzymał nazwę „Maumee Sun”. Został uszkodzony w kolizji w listopadzie 1965. Później złomowany.

## Medale i odznaczenia
Załoga jednostki była uprawnienia do noszenia następujących odznaczeń:
- Medal Kampanii Amerykańskiej
- Medal Kampanii Azji-Pacyfiku
- Medal Zwycięstwa w II Wojnie Światowej